# Потебня Григорій Платонович
Григо́рій Плато́нович Потебня́ (нар. 18 лютого 1953 р, с. Потебнева Гута, Чернігівська обл., Українська РСР) — український науковець у галузі онкології, доктор медичних наук (2003); Професор (2010), Заступник директора з наукової роботи Інституту експериментальної патології, онкології і радіобіології імені Р. Є. Кавецького НАН України (1996—2017), лауреат Премії НАН України для молодих вчених і студентів вищих навчальних закладів(1986) , автор понад 350 наукових публікацій, з них 15 монографій, 35 патентів; розробник вітчизняної протипухлинної аутовацини , яка була сконструйована вперше в країнах СНГ, і по якій були проведені всі необхідні доклінічні та три фази клінічних досліджень і одержано сертифікат МОЗ України на широке клінічне застосування даної вакцини в Україні для лікування онкологічних хворих; Заслужений діяч науки і техніки України (2012), Лауреат Державної премії України в галузі науки і техніки(2016) за роботу «Фундаментальні основи реалізації механізмів протипухлинного захисту організму»